# Vertebrados introducidos en la Argentina

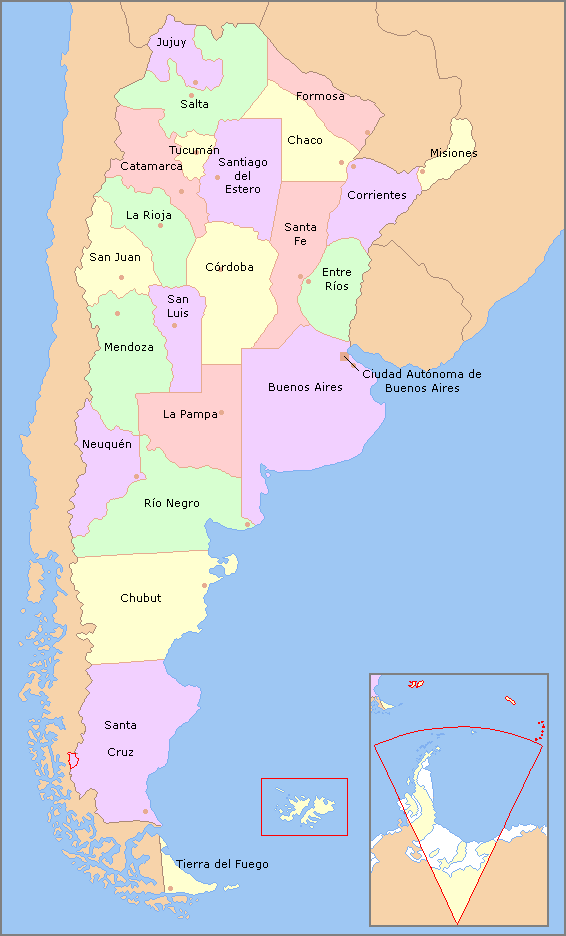
Mapa de la Argentina.

Los animales vertebrados introducidos en la Argentina refiere a aquellas especies animales de ese subfilo que fueron incorporadas a la fauna argentina (de la cual no formaban parte en tiempos históricos). Además las especies autóctonas propias y originarias del lugar, nacieron y evolucionaron juntas (influenciándose mutuamente) y bajo las mismas condiciones naturales. En cambio una especie introducida presenta procesos evolutivos propios de otras regiones con otras condiciones, que en algunas ocasiones, las hacen más aptas para sobrevivir y bajo dicha ventaja la especie influencia de manera negativa a las autóctonas de la región. Se considera una especie “carga” para el ecosistema. Estas han logrado su naturalización al haber establecido poblaciones autónomas en el territorio de dicha nación. Constituye una problemática en franco aumento y en su gran mayoría son responsables de daños a la salud humana y al desarrollo de actividades económicas, y de una intensa erosión de la biodiversidad originaria del país, expresada de múltiples formas, ya sea por depredación o herbivoría, competencia directa, parasitismo, alteración del hábitat, contagio y diseminación de patógenos, hibridación, etc.

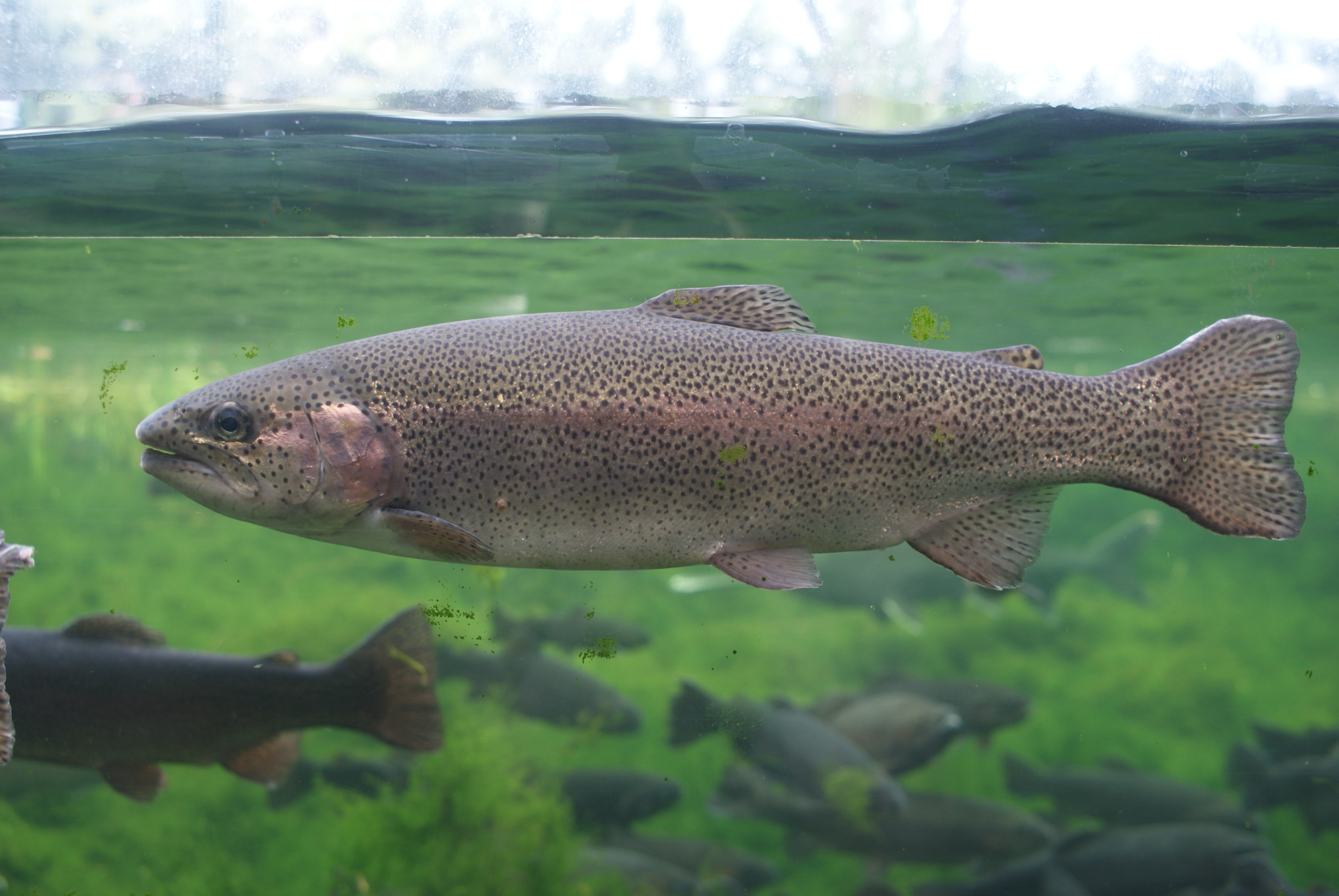
La introducida trucha arco iris (Oncorhynchus mykiss) es una de las especies más dañinas para las comunidades acuáticas de la Argentina.

## La introducción de especies de vertebrados en la Argentina

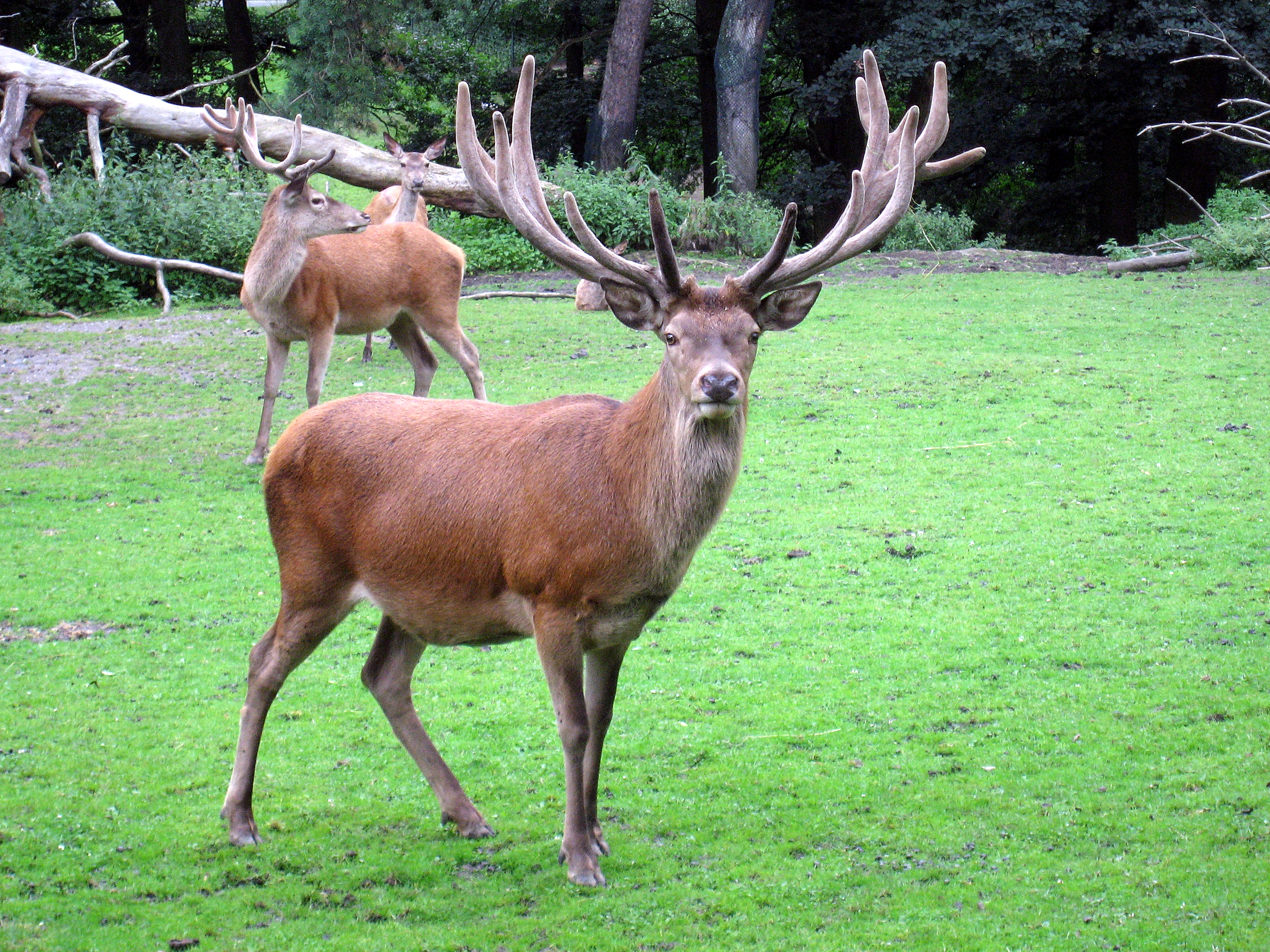
Entre las especies de vertebrados terrestres introducidos en la Argentina, el ciervo colorado es posiblemente el más relevante en lo que respecta al aporte económico que representa en el rubro de turismo cinegético.

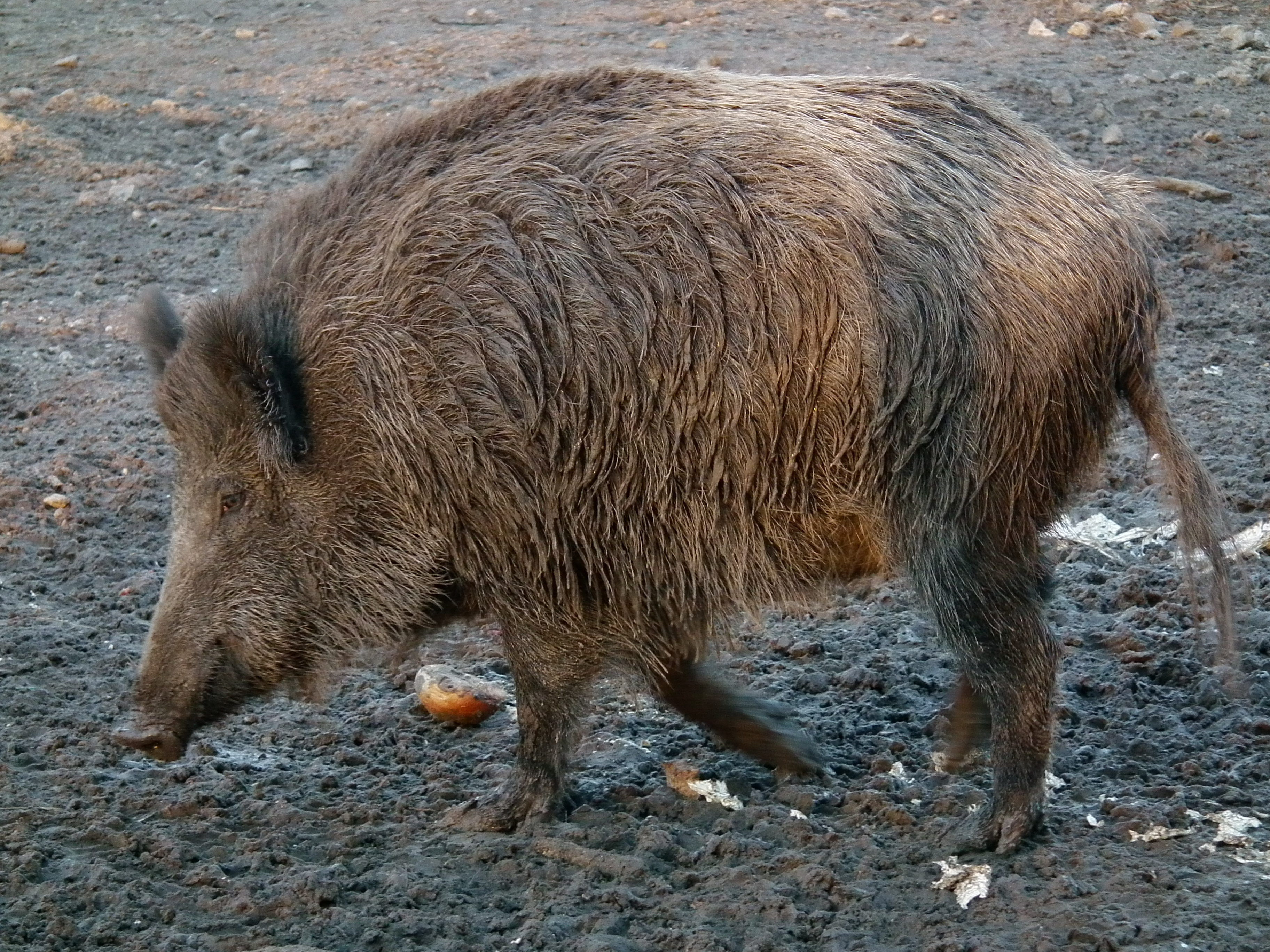
El jabalí es una de las especies de artiodáctilos introducidos en la Argentina que más daño causa a la biota nativa, así como a la producción agropecuaria.

En la Argentina son numerosas las especies de vertebrados que, partiendo de un origen situado más allá de las fronteras de la nación, han sido introducidas al país, tanto de manera accidental, o cumpliendo un plan de inserción definido, ya sea por entidades gubernamentales, no gubernamentales o como resultado de simple voluntad personal.
No se consideran los casos de introducciones fallidas, ni los escapes de individuos solitarios o grupos si es que no fueron capaces de generar poblaciones locales. Si la especie logra reproducirse y sobrevivir un tiempo prolongado, entonces sí fue incorporada, aunque posteriormente,  en una etapa post-asilvestramiento, se haya extinguido de manera natural o como resultado de un programa de exterminio. No se contabilizan las introducciones de especies que si bien no vivían naturalmente en el área del país donde fueron integradas, sí lo hacían en otros sectores de la república.
Mayormente han pasado rápidamente de la categoría de naturalizados (que se reproducen sin intervención humana en su nuevo hábitat y en una zona localizada) a invasores, es decir, sin controladores naturales eficaces producen descendencia en tal abundancia que la especie se muestra capacitada para dispersar sus poblaciones sobre una superficie considerable, afectando los procesos biológicos originarios. La mayor parte de las especies invasoras, fueron incorporadas de manera intencional.

## Concepto de invasión biológica
Una invasión biológica es un proceso que comienza cuando una especie es trasladada desde su rango nativo de distribución hacia una nueva área (Mack y col., 2000). Estos nuevos organismos reciben el nombre de especies exóticas. Si en su nuevo ambiente la especie logra proliferar, propagarse y persistir se convierte en una especie invasora (Mack y col., 2000; Shea y Chesson, 2002). Hace ya mucho tiempo que las personas comenzaron a trasladar plantas y animales de un lugar a otro alrededor del mundo. Es así como la mayoría de las introducciones de especies fueron el resultado directo o indirecto de las actividades humanas (Sakai y col., 2001). Varios autores consideran que las especies invasoras han producido un gran cambio mundial, perjudicando a las especies y a las comunidades nativas (Vitousek y col., 1996; Mack y col., 2000; Simberloff, 2000). En la actualidad las invasiones biológicas se han identificado como la segunda mayor amenaza a la biodiversidad, siendo la competencia y la exclusión y/o sustitución de nicho los principales mecanismos por los cuales muchas especies invasoras se vuelven dominantes en el nuevo ecosistema (Cheng y col., 2009). Si la especie exótica presenta una gran habilidad competitiva o una gran capacidad de propagación, puede convertirse en una potencial especie 8 invasora. Esto hace que pueda excluir y desplazar a las especies nativas, llevando a un decrecimiento, e incluso a la extinción a poblaciones de estas especies (Petren y Case, 1996; Holway, 1999; Gurevitch y Padilla, 2004; Bohn y col., 2008). Navas (2002) señala que debido a estas características que hacen que una especie sea exitosa, las especies exóticas pueden convertirse en una plaga, la cual se vuelve muy difícil de eliminar o de controlar. Además del problema que las especies invasoras provocan a las especies nativas, estas producen un impacto económico negativo como resultado de las pérdidas en la producción y el costo directo de combatirlas, ya sea por medio de un control o erradicación (Mack y col, 2000).

### El proceso de una invasión
La incorporación de especies a zonas donde naturalmente no vivían es un problema grave en relación con la conservación a nivel mundial.
Cuando una especie exótica apenas es detectada en general todavía su ámbito geográfico es reducido, acotado a un área denominada foco. En ese momento aún se está a tiempo de extinguir a la invasora, pero raramente se actuó prontamente, pues al inconveniente de la burocracia estatal, se le adosaban la exigencia a un uso intensivo de los recursos públicos que implica la erradicación del animal problema, y a la falta de conocimiento y toma de conciencia de los costos que acarrearía la expansión de la especie, inmensamente superiores a los que demanda el exterminarla en la primera fase de instalación. Otro de las posibles razones que redundaban en la inacción es que en muchos casos las invasoras no dañan a los bienes o producciones humanas de manera directa, sino que afectan primero a las especies nativas, es decir, a la herencia patrimonial biológica del país. Como raramente se tomaba real conciencia de los riesgos de no actuar a tiempo, la especie problema pasaba rápidamente a aumentar su distribución y sus números poblacionales, tornándose inmanejable, haciendo de su establecimiento en el nuevo territorio un hecho irreversible, debiendo las generaciones futuras pagar los daños que el descuido trae aparejado.
La mayor parte de los impactos ambientales producidos por la actividad humana son, hasta cierto punto, reversibles; sin embargo, cuando una especie exótica se ha establecido en un lugar, su erradicación suele ser prácticamente imposible. Generalmente solo con mucho esfuerzo permanente se logra apenas reducir la población invasora a niveles aceptables para el funcionamiento ecosistémico, pero no su extirpación absoluta.
Un hecho que conspira contra el combate de la fauna exótica es que la mayor parte de los métodos de control son cruentos, lo que despierta el rechazo de los grupos de defensa del derecho animal, y la antipatía del público en general, que con el tiempo asume que esas especies forman parte del ecosistema local y ven su erradicación una pérdida patrimonial y cultural. Es que muchas de las especies introducidas en el actual territorio argentino llegaron junto con los conquistadores españoles, en el siglo XVI.

### Organismos gubernamentales relacionados con la introducción de especies
Todo país serio debe crear entidades específicas relacionadas con el problema, destinándoles los recursos adecuados para que las mismas puedan cumplir eficazmente su misión, en coordinación con los investigadores de las instituciones y universidades relacionadas. Los objetivos buscados serán la preparación de planes de contingencia y la generación de estrategias que permitan, además de procurar la prevención para evitar la creación de nuevos focos (por ejemplo prohibiendo la importación o tenencia de especies exóticas problemáticas), la extinción rápida y drástica de los focos invasivos iniciáticos.
Cuando la erradicación del taxón es inviable, se debería intentar conseguir la lentificación de los procesos de invasión y el manejo o mitigación de los daños causados por dichas especies ya están instaladas, evitando en lo posible nuevas introducciones en zonas del país aún libres de ese flagelo.
Los estudios que realizan los investigadores se relacionan generalmente a la detección de nuevas especies invasivas, la determinación de su posible origen geográfico y modo en que logró la naturalización, sus vías de penetración, en el caso de las que llegan por sus propios medios desde focos allende las fronteras del país, o posibles rutas que tomaría la invasión dentro del mismo, sus interacciones con los taxones nativos, la prueba de métodos para su erradicación, o por lo menos su atenuación.

### Tipos de introducciones
Son numerosas las causas que originan que el país deba soportar un importante número de especies introducidas. En buena parte de los casos el plantel original fue liberado ex profeso; incluso los que abrieron las puertas fueron las propias entidades gubernamentales o con la anuencia de estas, en el caso de entidades no gubernamentales. Los fines que tenían los liberadores, en la mayoría de las introducciones es aumentar las posibilidades para la práctica deportiva, con la excusa de que el país originalmente no contenía las especies adecuadas para ello. Por esta razón se ha liberado fauna mayor apta para la práctica de la caza deportiva y numerosas especies de peces deportivos.
Un importante número de especies se han establecido en el país a causa de los escapes del cautiverio, el cual podía deberse a su reproducción en granjas con fines peleteros, en granjas de acuicultura, o siendo mantenidas en hogares como mascotas. En algunos casos fueron voluntariamente liberadas en el medio silvestre por lo que no siempre es posible tener certeza del origen de una población.
Dentro de las especies peleteras, se han liberado dos con la idea de que la captura de las mismas permita la radicación de población humana en zonas deshabitadas.
En algunos casos, las liberaciones primitivas no ocurrieron dentro de las fronteras del país, sino en países vecinos y las especies, en franca expansión, migraron rebasando las divisorias internacionales y continuaron su avance sostenido. También se dan casos inversos, introducciones dentro del país que producen poblaciones que terminan desbordando los límites nacionales prosiguiendo el avance más allá, deteniéndose solo donde profundas barreras geográficas o ecológicas les impiden continuar.
En algunas especies, su presencia en el país se debe al transporte accidental desde sus lugares de origen o de países donde ya se habían establecido.
Por último, algunas especies también fueron introducidas como control biológico para limitar la cantidad de mosquitos, al especializarse en la predación de sus larvas.

### Algunos efectos de estas introducciones
Si bien aún se ha acumulado escasa información sobre los posibles efectos en la biota nativa de estas introducciones, se estima que en algunos casos el daño puede ser grave a muy grave, en especial entre las especies endémicas.
Efectos por competencia directa
Generalmente, la especie introducida pasa a ocupar un nicho ecológico que estaba siendo ocupado por una o varias especies nativas, las que son de este modo desplazadas por efecto de la competencia directa con la exótica, la que suele ser más eficaz.
Por ejemplo, se especula que efectos competitivos de herbívoros mayores introducidos, como es el caso del ciervo colorado, podrían ser una de las causas de la retracción numérica y espacial de su contraparte nativa, el cérvido huemul.
Efectos por aumento de la biomasa de predadores nativos
En ocasiones, el aumento de la disponibilidad de recursos proteicos que representan las nuevas especies, además del daño directo por competencia con los representantes nativos de ese nicho ecológico, genera colateralmente un aumento de los predadores de dichas especies nativas, por lo tanto, mayores posibilidades de ser detectadas. Tal es el caso de lo ocurrido con las introducciones de la liebre y el conejo, óptimos recursos para predadores locales como el puma y el zorro colorado.
Efectos indirectos
No todos los efectos se producen de manera directa, hay algunos que actúan de manera indirecta. Por ejemplo, la vegetación arbustiva es el hábitat específico de numerosos y pequeños mamíferos nativos.
El ramoneo que produce la cabra sobre ese estrato afecta negativamente a esos mamíferos modificando el uso de su microhábitat, la disponibilidad de alimento y el número de sitios seguros, por lo que la diversidad y abundancia de estos animales se verá disminuida, agravado por el hecho que al quedar el arbustal reducido a parches, se incrementan los números poblaciones del introducido conejo, pues es ese el hábitat donde el lagomorfo encuentra las mejores condiciones de vida.
Consecuencias sobre especies nativas
Las especies exóticas pueden causar el desplazamiento de las especies nativas, causando un gran cambio en la biodiversidad del ecosistema. Estas especies introducidas provocan que las especies nativas empiecen a desaparecer por tener depredadores que los acechan y los llevan a un tipo de selección natural.

## Especies adicionas por el ser humano a la Argentina

### Mamíferos introducidos

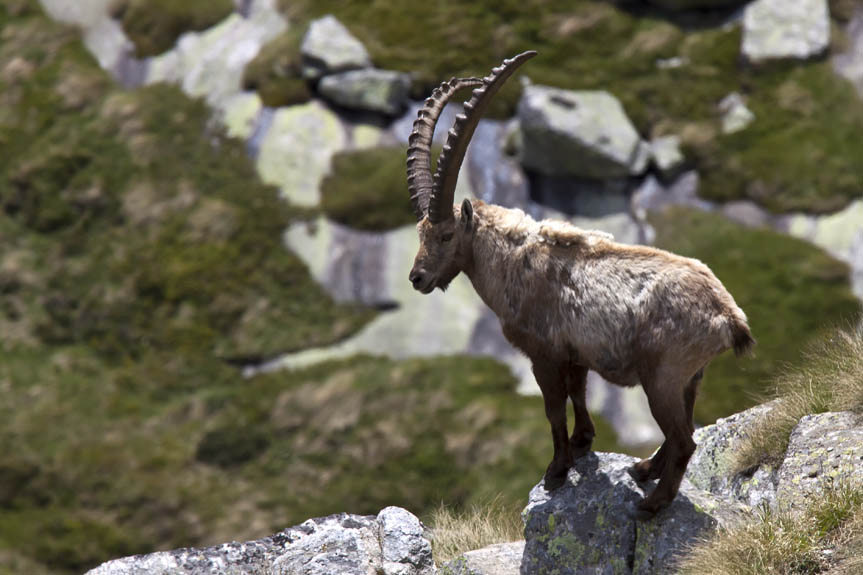
El íbice alpino es una de las especies de mamíferos introducidas en la Argentina para la práctica de la caza deportiva.

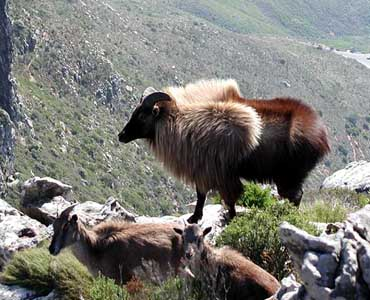
El tar del Himalaya es una de las especies de mamíferos introducidas en la Argentina para la práctica de la caza deportiva.

Los mamíferos son la clase de vertebrados exóticos introducidos en la Argentina más notablemente expandidos por el territorio nacional. Las razones de sus liberaciones han sido variadas aunque domina el objetivo de “enriquecer” los ecosistemas nativos con las habituales especies cinegéticas de todo el mundo, y especialmente europeas.
Dos zonas del país se destacan por haber poseído cotos de caza mayor que fueron centros de introducción de “mamíferos deportivos”, con un éxito variable.
Uno de los establecimientos se encontraba en la provincia de La Pampa, era el parque Luro, en el departamento Toay. Era propiedad del empresario y terrateniente Pedro Olegario Luro Pradère, y con el nombre de "Establecimiento San Huberto" funcionó como el primer coto de caza del país, sobre una superficie de 23 700 hectáreas. Para poblarlo, en el año 1909 importó desde los Cárpatos ciervos colorados (Cervus elaphus) y jabalíes (Sus scrofa scrofa), los que fueron liberados en un cercado de 800 ha. Con los años, ambas especies lograron escapar del predio y se expandieron por todos los bosques de caldén del centro del país. Hoy están tan consustanciadas con los modos y costumbres populares de la provincia que constituyen símbolos representativos de sus bienes naturales, son la base de innumerables cotos de caza desplegados por todo el territorio provincial, y gracias al turismo cinegético nacional e internacional que atrae, inciden positivamente en la economía de la provincia. Sin embargo, dañan el ecosistema nativo y causan pérdidas a la producción agropecuaria.
El segundo coto de caza mayor destacado se sitúa en la provincia de Neuquén y aún continúa funcionando en su ubicación original. Se trata del Parque Diana, cuyo nombre oficial original era: «Estación Zootécnica Experimental Parque Diana», nombre que luego mutó por el de «Reserva Zoológica Parque Diana». Fue creado, como zoológico abierto al público y coto de caza mayor, por el industrial austríaco Dr. Carl Adolf Vogel en el año 1963, sobre una superficie original de 3000 ha (luego limitadas a 1000) en la margen norte del lago Meliquina (dentro de la estancia Lago Hermoso (de 80 000 ha), departamento Lácar e inaugurado en el año 1966. Al morir Vogel décadas después su hija vendió la propiedad, y sus nuevos dueños lo transformaron en un coto de caza de acceso restringido.
Recibió el apoyo de sucesivas administraciones provinciales ya que, al igual que La Pampa, Neuquén siempre buscó hacer de la provincia un destino de caza mayor de renombre internacional.
A fines del siglo XX y comienzos del XXI muchos cotos de caza del país han importado especies cinegéticas. Destaca el coto de la estancia San Pedro, propiedad del arquitecto Fermín Srur, ubicado en la zona del cerro Tres Picos, en el sistema serrano de Ventania, al sudoeste de la provincia de Buenos Aires.

#### Especies
Ciervo colorado

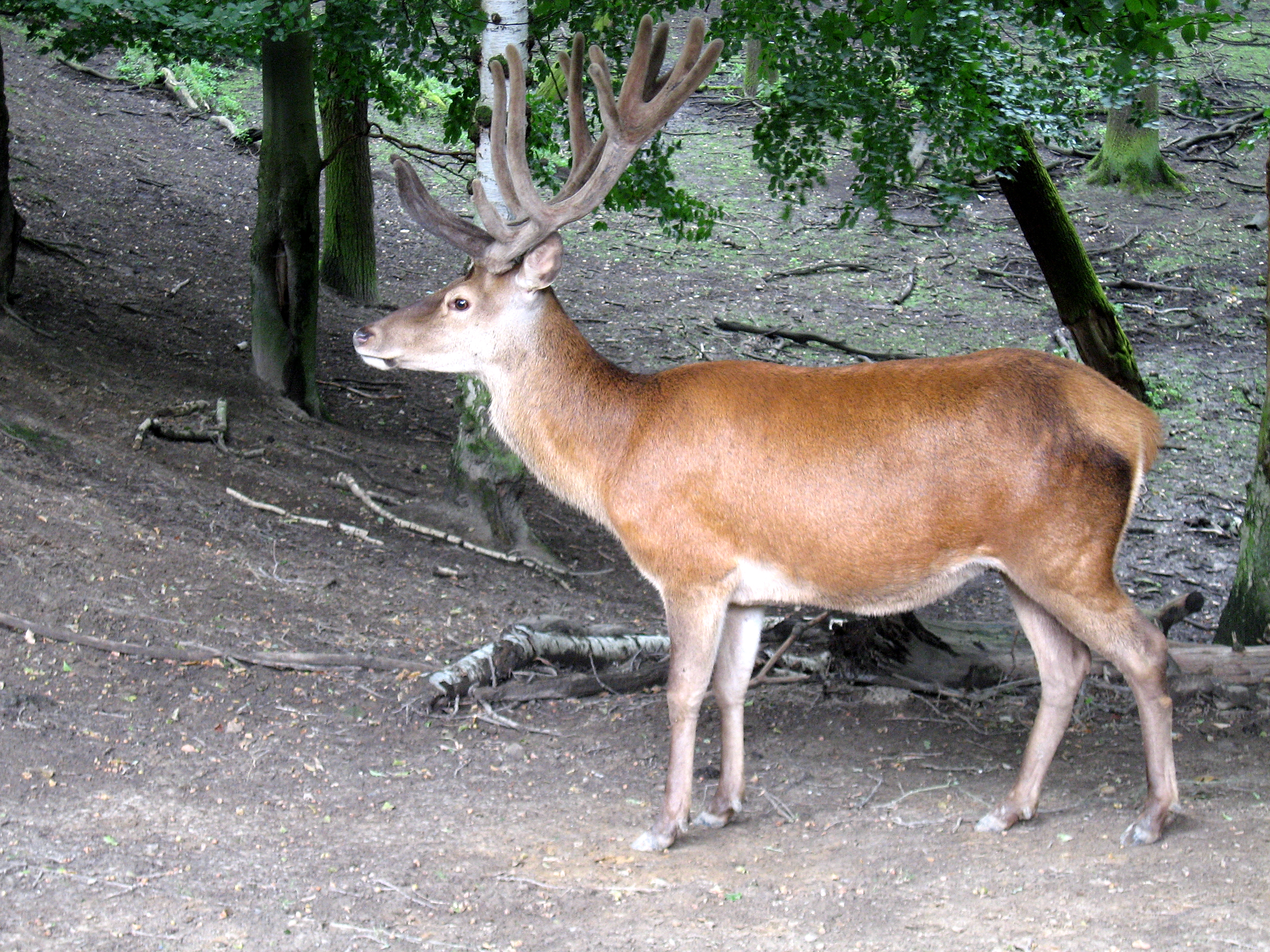
El ciervo colorado es una de las especies de cérvidos introducidos en la Argentina.

Originario de Eurasia, el ciervo colorado (Cervus elaphus) fue introducido en la Argentina por Pedro Luro entre 1904 y 1906 en su coto de caza pampeano en la estancia San Huberto. Otros focos se realizaron en la provincia del Neuquén: uno de ellos fue en la isla Victoria —en el sudoeste andino provincial— ocurrió entre 1917 y 1922; otro ocurrió de la mano de Roberto Hoffman, quien compró a Pedro Luro 20 ejemplares, los que liberó en el año 1922 en su estancia Collun-Co. Otras liberaciones ocurrieron en la provincia de Tucumán en 1973, en la fueguina isla de los Estados en la década de 1970, en las sierras de Ventania bonaerenses en la década de 1980, etc.
Para la segunda década del siglo XXI, además de los focos nombrados, presentaba un foco en Entre Ríos y un gran bloque que representaba su distribución principal, el que abarcaba desde La Pampa, San Luis y Mendoza por el norte hasta el noroeste del Chubut por el sur. Sobre sus poblaciones se práctica tanto caza deportiva como comercial. Causa severos daños al ramonear ejemplares juveniles de leñosas nativas, por ejemplo del ciprés cordillerano, maqui, maitén, etc. en la zona de transición del bosque patagónico con la estepa homónima de Neuquén y Río Negro.
Wapiti
De este género en el año 1968 también se incorporaron ejemplares de wapiti (Cervus canadensis), originarios de Norteamérica, siendo liberados en el pedemonte andino del Neuquén (Parque Diana). La supervivencia de alguna población en el país requiere confirmación.
Ciervo dama

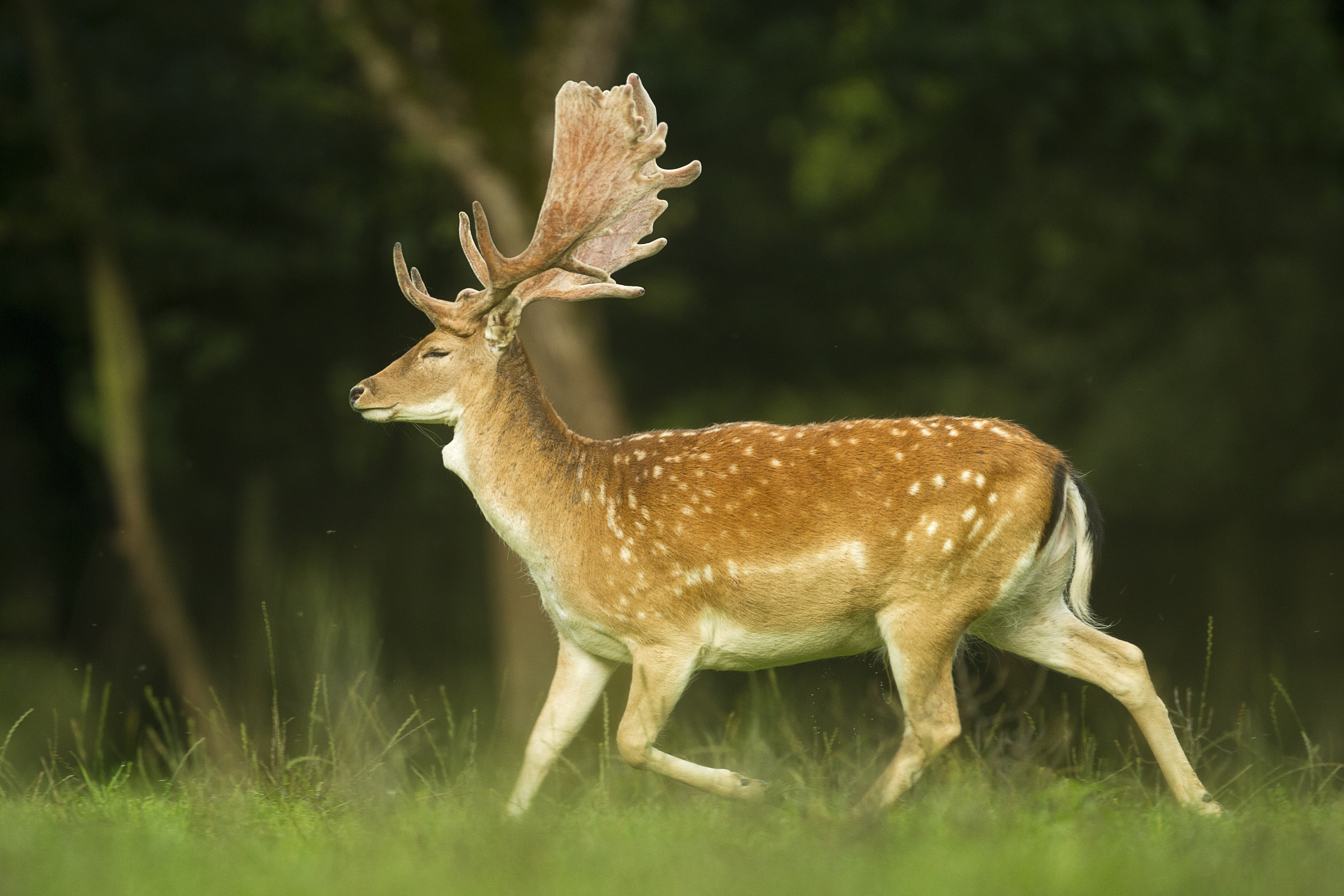
El ciervo dama, gamo o paleto, una de las especies de cérvidos introducidas en la Argentina.

El ciervo dama, gamo o paleto (Dama dama) fue introducido con ejemplares de Europa en la Argentina con el objeto de que sea una pieza cinegética. Presenta abundantes poblaciones en algunos sectores serranos de la provincia de Buenos Aires. También posee otros núcleos en Entre Ríos, Santa Fe, San Luis, La Pampa, Neuquén y Río Negro. De esta especie se realiza caza deportiva así como caza comercial para exportar su carne.
Ciervo Axis
El ciervo axis (Axis axis) es originario de la India –donde ocupa prácticamente todo su territorio-, Sri Lanka, Nepal y Ceilá.
Y en general se lo encuentra bordeando las estribaciones del Himalaya, en planicies, colinas, bosques, con preferencia por las zonas cercanas al agua.
Se lo introdujo en varios países con una buena adaptación a la mayoría de ellos; entre estos podemos mencionar la ex Yugoslavia, el oeste de la ex Unión Soviética, las Islas Andaman y Hawái, Australia, Estados Unidos (Texas) y en Sudamérica además de la Argentina, en Brasil y Uruguay.
Fue introducido en la Argentina, con el objeto de que sea una pieza cinegética, siendo los primeros incorporados por Benjamín Muñiz Barreto en su estancia San Gerónimo, ubicada en las proximidades de Punta Indio. Presenta poblaciones en las provincias de Tucumán, Formosa, Corrientes, Entre Ríos, Santa Fe, Córdoba, San Luis, La Pampa, Buenos Aires, Río Negro y Neuquén.
Al este de Entre Ríos llegó desde el foco iniciado en la Estancia de la barra del río San Juan (Uruguay), luego de haberse expandido hacia el norte por el litoral del río Uruguay, para cruzarlo a nado hacia la Argentina alrededor del año 1988.
Ciervo del padre David

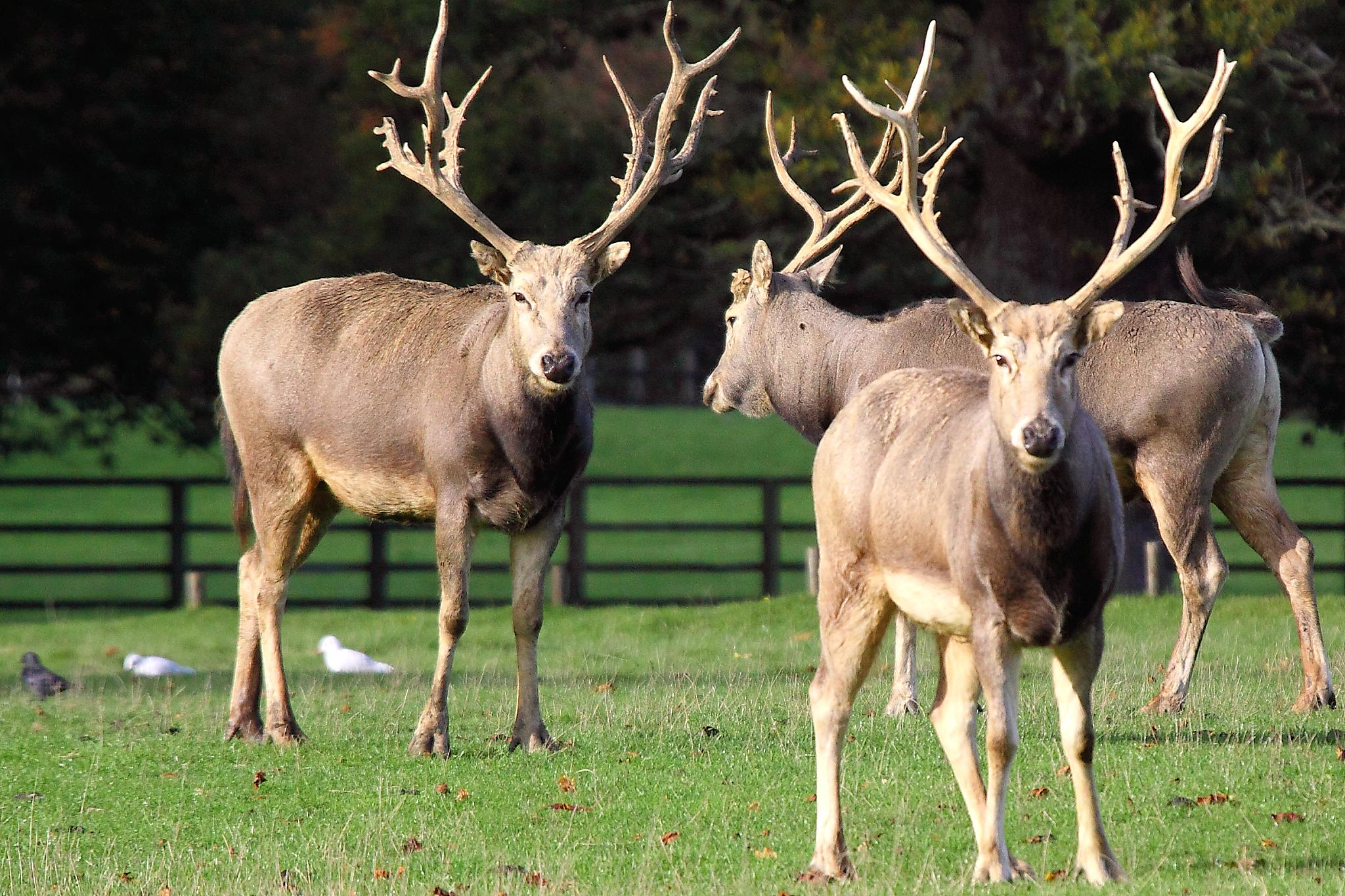
El ciervo del padre David, una de las especies de cérvidos introducidas en la Argentina.

El ciervo del padre David (Elaphurus davidianus) es un raro cérvido extinguido en su patria de origen (República Popular China), el que solo se conserva en zoológicos y algunos focos donde fue asilvestrado. En el año 1969 fue liberado un macho y 2 hembras, los que con el tiempo conformaron una manada, en el pedemonte andino del Neuquén (Parque Diana). Posteriormente se traslocaron grupos en varios cotos de caza, logrando mantener una población destacada.
Ciervo mula
El ciervo mula o de cola negra (Odocoileus hemionus) es un cérvido originario de Estados Unidos, el cual fue liberado en regiones montañosas del Ambato en Catamarca y Aconquija, en Tucumán. La supervivencia de alguna población en el país requiere confirmación.
Ciervo de Virginia
El ciervo de Virginia o de cola blanca (Odocoileus virginianus) es un cérvido originario de Estados Unidos, del cual en el año 1967 fue liberada una manada en el pedemonte andino del Neuquén (Parque Diana). La supervivencia de alguna población en el país requiere confirmación.
Gamuza
El ciervo rebeco o gamuza (Rupicapra rupicapra) es un cérvido originario de Europa, del cual en el año 1967 fue liberada una manada en el pedemonte andino del Neuquén (Parque Diana). La supervivencia de alguna población en el país requiere confirmación.
Antílope negro

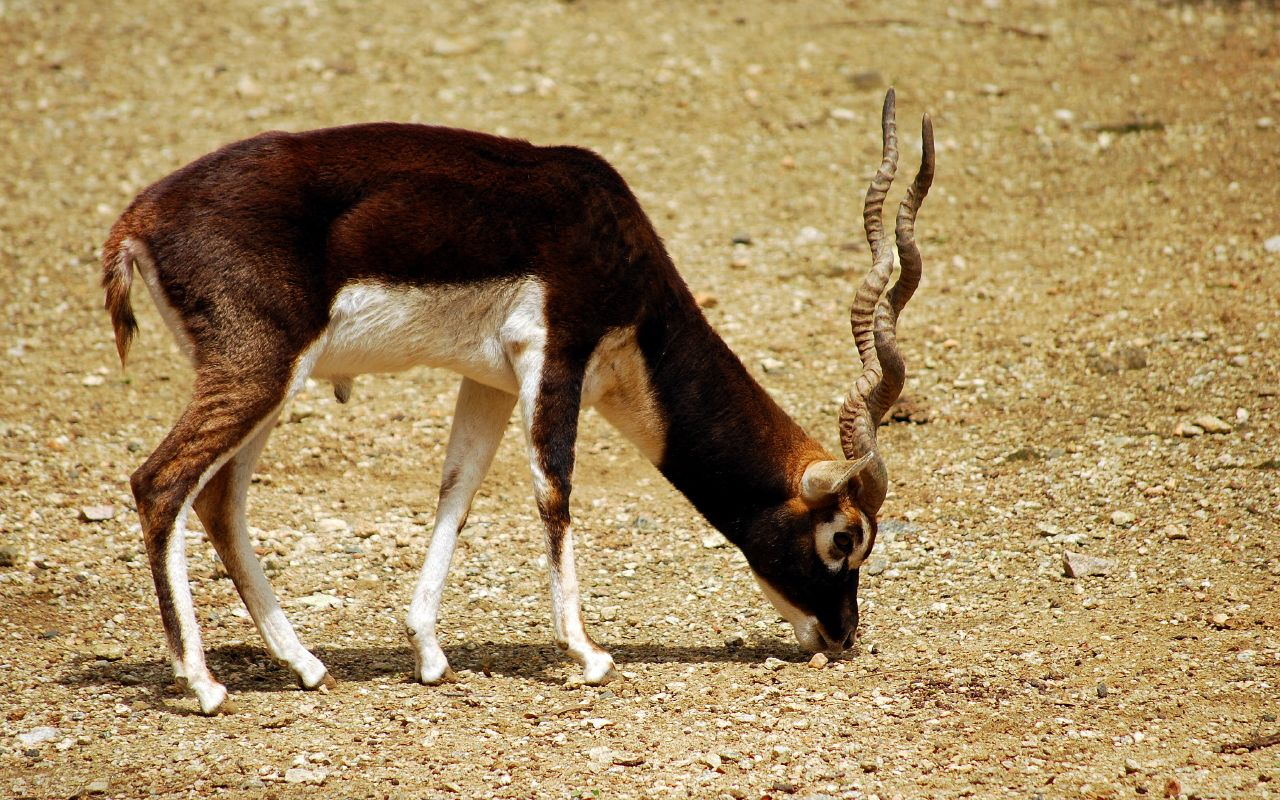
El antílope negro es una de las especies de mamíferos introducidas en la Argentina para la práctica de la caza deportiva.

El asiático antílope negro de la India (Antilope cervicapra) fue introducido en el centro y norte de la Argentina mediante numerosos focos, especialmente en cotos de caza mayor. Las poblaciones más destacadas son las que abundan en la provincia de Entre Ríos hasta la ribera del río Uruguay del parque nacional El Palmar, pero también presenta importantes núcleos en Buenos Aires, Santa Fe, Córdoba, La Pampa y San Luis. De esta especie se realiza caza deportiva así como caza comercial para exportar su carne.
Muflón

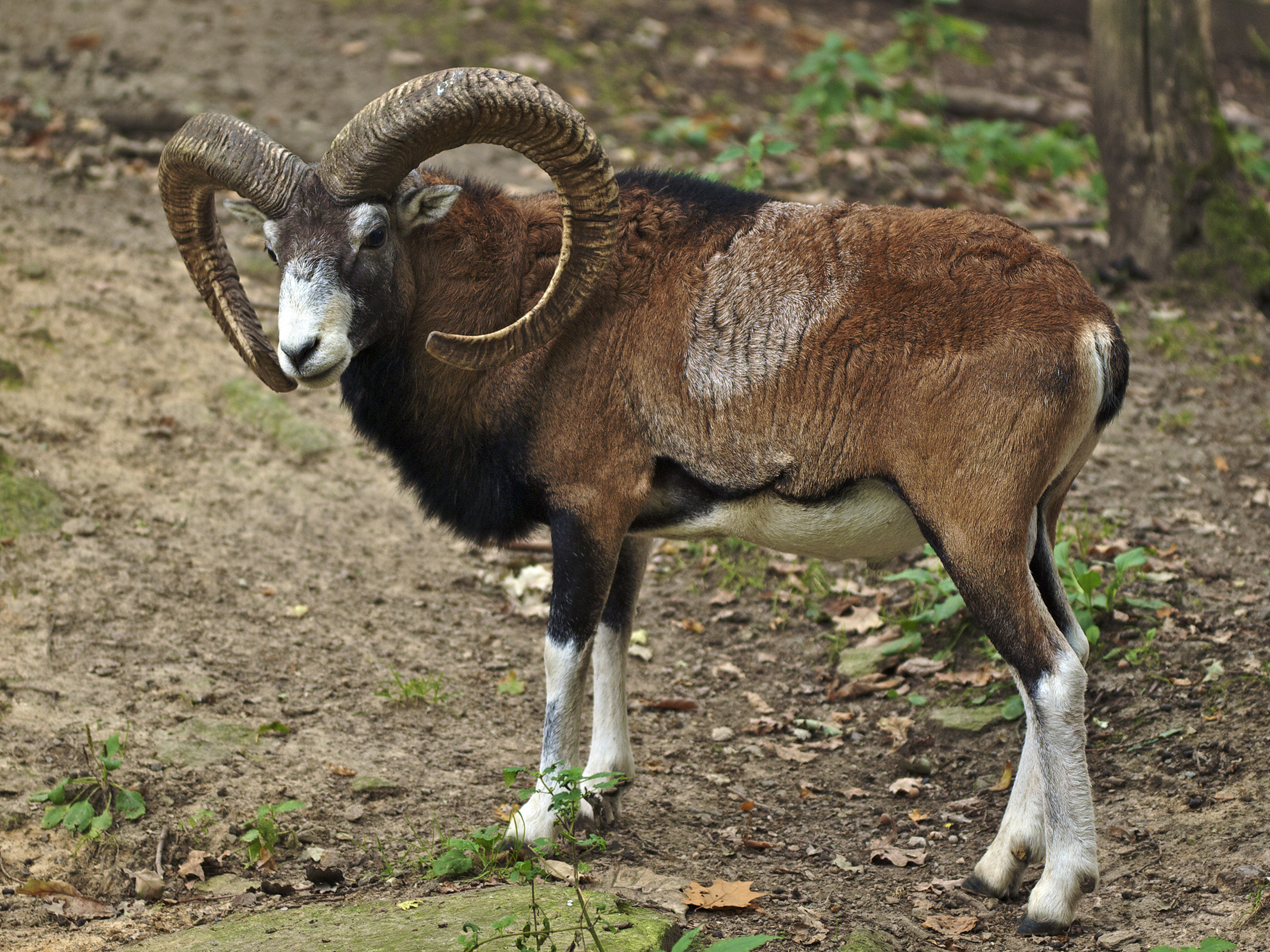
El muflón, una de las especies aptas para la práctica de la caza mayor que fueron introducidas en la Argentina.

El muflón (Ovis orientalis musimon) es un bóvido originario de Córcega, el cual fue introducido en la Argentina mediante numerosas importaciones, la primera de ellas en la década del 1960 cuando fueron incorporados 7 ejemplares en el pedemonte andino del Neuquén (Parque Diana); su origen era el zoológico Hellabrunn, de Múnich, Alemania. Se multiplicaron rápidamente, por lo que en 1970 se traslocaron 11 muflones al coto Parque El Morado, departamento Ñorquín, también en esa provincia. Presenta buenas poblaciones en grandes cotos de caza del Neuquén, y en las sierras de Ventania bonaerenses, entre otras.
Carnero de Berbería
El arruí o carnero de Berbería (Ammotragus lervia) es un bóvido originario del norte de África, En el año 1968 fue liberada una manada en el pedemonte andino del Neuquén (Parque Diana). La supervivencia de alguna población en el país requiere confirmación.
Íbices
El íbice alpino o capricornio (Capra ibex) es un bóvido originario de los Alpes del centro de Europa, el cual fue introducido en la Argentina mediante numerosas importaciones, la primera de ellas en la década del 1960 cuando fueron incorporados 7 ejemplares en el pedemonte andino del Neuquén (Parque Diana); su origen era el parque nacional Gran Paradiso, en los alpes italianos, siendo reforzada con una segunda importación en 1967. Presenta poblaciones en numerosos cotos de ambientes serranos y montañosos.
También fue reportado como introducido en Neuquén y sierras de Ventania el íbice ibérico o de los Pirineos (Capra pyrenaica), especie originaria de los sistemas montañosos del noreste de España. Poco se sabe acerca del estado actual y la distribución de esta especie en el país.
Tar del Himalaya
El tar del Himalaya (Hemitragus jemlahicus es un bóvido originario de Asia, el cual fue introducido en Nueva Zelanda donde su población causó importantes impactos en los ecosistemas originarios, daños que promovieron continuos programas gubernamentales de control. Conociendo perfectamente el perjuicio que esta especie produce al haber tenido la oportunidad de experimentar las consecuencias de haber sufrido la invasión del tar por décadas, ese país no presentó trabas para que se exporten ejemplares a países que aún estaban libres de la plaga pero, como la Argentina, con legislaciones permeables en razón de las lagunas que presentan o con legislaciones nacionales demasiado complejas de ejecutar,  incompletas, o en franca contradicción con las normativas provinciales. Es este el origen de dos núcleos de esta especie implantados en 1995 en las sierras del Coto de caza de la estancia San Pedro, ubicada en Sierra de la Ventana, y en la primera década del siglo XXI (2000 y 2006) en cotos de la precordillera del Neuquén. Este último núcleo constituye una bomba de tiempo ecológica, pues si la especie logra invadir una superficie suficiente de su entorno, su erradicación o control serán inviables, y teniendo en cuenta las características ambientales de la Patagonia andina, la que carece de grandes barreras naturales y con paisajes muy similares a los neozelandeses, se proyectó que invadirá desde la latitud 34° hasta la 55°S. Para el año 2008, la población argentina se estimó entre 400 y 450 ejemplares.
Bisonte europeo
El bisonte europeo (Bison bonasus) es un bovino originario de Europa, del cual en el año 1968 fue liberada una manada en el pedemonte andino del Neuquén (Parque Diana). La supervivencia de alguna población en el país requiere confirmación.
Búfalo cafré
El búfalo cafré (Syncerus caffer) es un bovino originario de África, del cual fue liberado para ofrecer su captura en cotos de caza mayor, primero en la provincia del Neuquén y luego en la de Corrientes. La supervivencia de alguna población en el país requiere confirmación.
Jabalí
Originario de Eurasia, el jabalí (Sus scrofa scrofa) fue introducido en la Argentina por Pedro Luro entre 1904 y 1906 en su coto de caza pampeano en la estancia San Huberto. De este núcleo se traslocó ejemplares a la estancia Collun-co durante el período 1917-1922. Posteriormente se expandió por todo el centro del país, ayudado también por nuevas traslocaciones, por ejemplo en la Mesopotamia, donde fue introducido en Entre Ríos en la década de 1950, llegando al parque nacional El Palmar en 1976.
Para la segunda década del siglo XXI su distribución abarcaba desde Corrientes por el norte hasta el noroeste del Chubut por el sur. Sobre sus poblaciones se practica tanto caza deportiva como comercial y de control.
Esta especie resulta ser un “ingeniero del ecosistema”, debido a su comportamiento de forrajeo mediante la técnica del hozado, removiendo grandes superficies de suelo, alterando de este modo la composición vegetal natural. Es un eficaz depredador de aves y sus nidos, así como de semillas de árboles, algunos de especies amenazadas.
Su abundante población produce un aumento directo de la del puma (Puma concolor), su controlador máximo, lo que, en virtud de la denominada “hipótesis de la facilitación”, termina afectando a las especies nativas que eran naturalmente las presas del felino, pues el jabalí aporta los recursos proteicos para el establecimiento del puma en áreas donde antes su presencia no se sustentaba, además de mejorarle su condición corporal, facilitarle el poseer territorios de menor tamaño y aumentar sus tasas reproductivas.
Un problema paralelo es que constituye un portador y diseminador de la triquinosis, enfermedad que afecta a las poblaciones de cerdos domésticos.
Visón

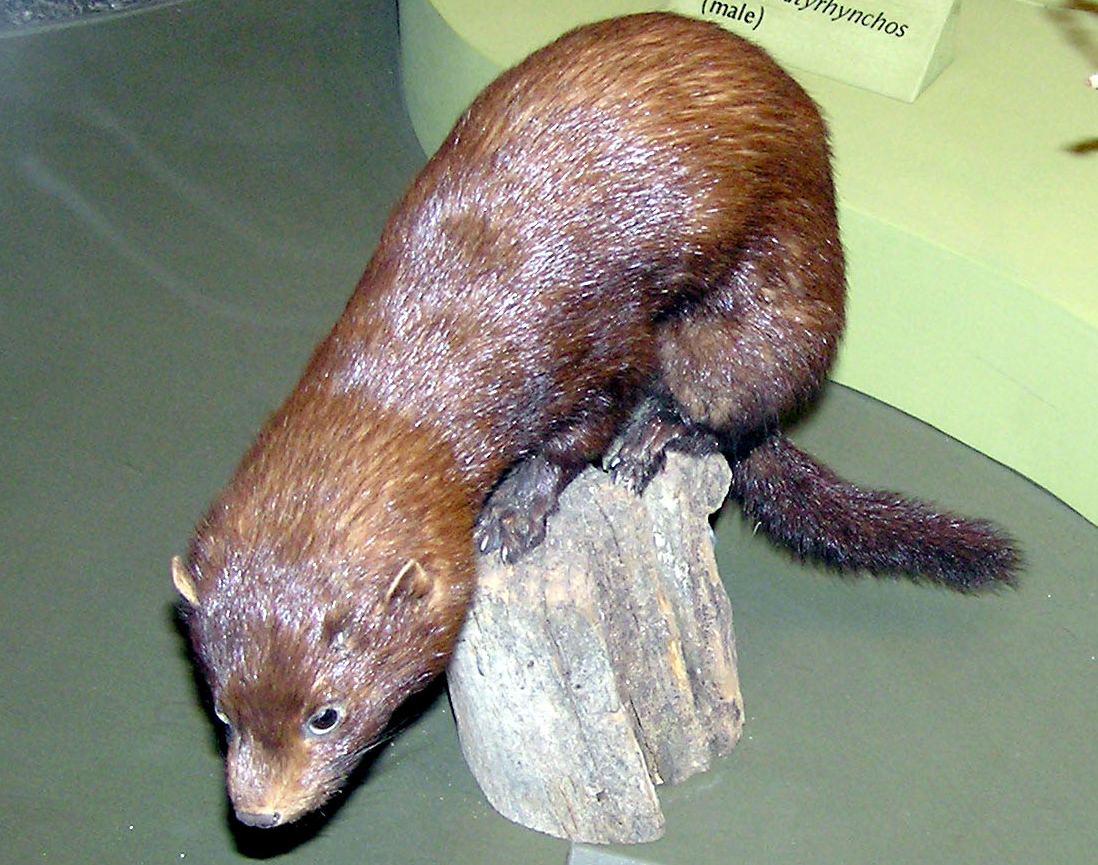
El visón americano es una de las especies invasivas más peligrosas de la Argentina.

El visón americano (Neovison vison) es uno de los más problemáticos mamíferos exóticos argentinos. Los primeros fueron importados desde Canadá en el año 1934, con el objetivo de reproducirlos en criaderos de pilíferos de la provincia de Santa Cruz, dado el valor elevado de su piel para confeccionar con ella tapados femeninos. Si bien la empresa santacruceña no funcionó, otras sí lo lograron en varias provincias. El negocio no fue lo suficientemente rentable, por lo que por deficiente mantenimiento de las jaulas o por liberación voluntarias desde una granja situada en la provincia del Chubut, ganaron la libertad algunas parejas, las que lograron reproducirse en el medio silvestre patagónico y formar un primitivo foco inicial, el cual con el tiempo se expandió hacia el oeste a través de los valles fluviales, penetrando en Chile y la zona del parque nacional Los Alerces primero, y luego hacia el norte (ya invadiendo la cuenca del lago Nahuel Huapi) y también hacia el sur, donde constituye un grave factor de extinción para las últimas bandadas del amenazado macá tobiano (Podiceps gallardoi). Se ha convertido en un mortal predador de animales de granja, salmónidos, aves y mamíferos, especialmente los de ambientes acuáticos como coipos, chorlos, patos y gallaretas, pero también puede capturar especies forestales, como el carpintero negro (Campephilus magellanicus).
Liebre europea
La liebre europea (Lepus europaeus) fue incorporada con fines cinegéticos a la Argentina en el año 1888 por el cónsul alemán en la ciudad de Rosario, quien liberó 36 ejemplares de origen europeo en la estancia "La Hansa", cerca de Cañada de Gómez, provincia de Santa Fe. Posteriormente se crearon otros focos en Córdoba y Buenos Aires, lo que generó una explosiva expansión poblacional, lo que finalmente ha llevado a que conquiste todo el territorio continental, revasando incluso las fronteras nacionales invadiendo los territorios de los países vecinos, llegando por el norte hasta el sur del Perú. En la Argentina la captura de liebres silvestres representa el 25% del total de exportaciones en el rubro de carne de animales salvajes. Incluso hay frigoríficos habilitados específicos para esta especie.
Por otra parte, en la región patagónica, la liebre europea ha competido por el alimento con la Liebre Patagónica o Mara (Dolichotis patagonum), generándo una significativa disminución en la población de esta última especie.
Ratas y ratones
Algunas especies comensales, como la laucha (Mus musculus) la rata negra  (Rattus rattus) y la rata parda (Rattus norvegicus), han llegado desde Europa como polisones, ocultas en los navíos.  Posiblemente son las más lesivas a la economía del país, por la cantidad de pérdidas económicas que generan, además de transmitir numerosas enfermedades al ser humano, y atacar a las aves que nidifican en el suelo o en cuevas.
Ardilla de vientre rojo
Una de las especies más peligrosas para la biota nativa argentina es la ardilla de vientre rojo (Callosciurus erythraeus), un roedor asiático traído por la Familia Steverlynk, quienes eran originarios de Bélgica. En la década de 1970,ejemplares de la misma ardilla fueron voluntariamente liberados por un miembro de la familia Belga en un bosque artificial ubicado en José María Jáuregui, localidad ubicada en el partido de Luján, provincia de Buenos Aires por el señor Don Julio Steverlynk en el nordeste de Buenos Aires. Ya se expandió por todo el valle, y amenaza con invadir los bosques y selvas del bajo del inferior. Lamentablemente, el pronóstico de que con ejemplares de esa población se efectuarían nuevas liberaciones ocurrió, y la especie ya posee otros focos por lo menos en La Cumbrecita en las sierras de Córdoba, y en el sur de Santa Fe.
Unos de los principales inconvenientes que genera son los destrozos a la infraestructura de las ciudades, también afecta cultivos, rompe los cableados de las calles casas, etc. Generando un problema bastante grande para las personas que viven ahí.
Castor y rata almizclera
A mediados del siglo XX, un proyecto oficial del estado nacional alteraría para siempre el ecosistema fueguino. La idea original era introducir cotizadas especies de roedores pilíferos, para generar en la despoblada zona austral un recurso económico nuevo, el cual serviría a la región como un imán para el efectivo asentamiento de pobladores (cazadores, acopiadores, curtidores, etc.). La ejecución del plan se encomendó a la Armada Argentina, y la concreción con éxito ocurrió en el verano austral de 1946, cuando se liberaron en el sector argentino de la isla Grande de Tierra del Fuego poblaciones canadienses de la rata almizclera (Ondatra zibethicus) y del castor americano (Castor canadensis); de este último fueron 25 parejas y se las soltó en el nordeste del lago Fagnano y en el río Claro. Ambas especies encontraron en el nuevo hábitat condiciones ideales: existencia de cursos fluviales vírgenes rodeados de abundante alimento y con la total ausencia de predadores eficientes. Rápidamente comenzaron a multiplicar sus efectivos, cubriendo poco a poco primero cada valle del sector argentino, luego no tardaron en cruzar la frontera y hacer lo propio con el sector chileno de la isla Grande, para proseguir más tarde con las restantes islas del archipiélago fueguino. La multitud de cazadores nunca llegó, por lo que no fue de extrañar que los dos roedores se volviesen plagas. Con sus excavaciones en el terreno la rata comenzó a producir daños, llegando a roer hasta basamentos de construcciones. Ya en el año 1954 fue declarada especie perjudicial, por lo cual se liberó su caza todo el año.
El peor ha resultado ser el castor el cual, si bien se lo captura por su carne y piel (caza subencionada por el estado), está afectando seriamente el ecosistema forestal fueguino. Corta especialmente lengas jóvenes, de las que se alimenta y que además emplea para construir sus famosos diques, los que inundan grandes superficies de bosques, poblados por especies que no poseen adaptaciones para vivir con sus raíces sumergidas, por lo que indefectiblemente mueren. También esas obras ingenieriles de los castores afectan caminos y alcantarillado, lo cual insume elevados costos en reparación.
Se establece de preferencia en ríos y arroyos medianos, de cursos rápidos, en los cuales genera densidades altas, con promedios de 6,6 colonias por kilómetro. Algunos efectivos ya han cruzado el Estrecho de Magallanes, asentándose en la isla Dawson y en arroyos del bosque continental en la península de Brunswick, lo que podría llevar a la especie a invadir hacia el norte sobre una ilimitada superficie repleta de hábitats y recursos adecuados para su desenvolvimiento.
https://www.youtube.com/watch?v=agc98g3ejBQ
Otras especies exóticas que fueron incorporadas a los ecosistemas argentinos pero que no han logrado desarrollar poblaciones son:  el mono ardilla boliviano (Saimiri boliviensis), un primate de Bolivia, Brasil y Paraguay, liberado en selvas marginales del norte de Corrientes; el camello bactriano (Camelus bactrianus), un camélido asiático liberado en Jujuy y la Patagonia; el zorro plateado (Vulpes vulpes), un cánido euroasiático, variedad pilífera del zorro rojo, escapado en la isla Grande de Tierra de Fuego; el turón (Mustela putorius), un mustélido europeo criado en cautiverio por sus aptitudes pilíferas y escapado en la provincia de Buenos Aires, en la misma provincia la ardilla roja europea (Sciurus vulgaris); y finalmente el hámster dorado (Mesocricetus auratus), un roedor euroasiático muy popular como mascota y reportado como asilvestrado para Mendoza.

##### Mamíferos domésticos ferales
Los conquistadores españoles del actual territorio argentino apoyaron su empresa de colonización mediante la introducción de diversos mamíferos domésticos. Ante la falta de cercos y el descontrol que ocurría frente a los frecuentes ataques de los grupos de indígenas, todos estos animales lograron en algún momento (y en algunos casos aún continúan haciéndolo) escapar hacia los hábitat naturales, generando poblaciones ferales.
Perro
No quedan dudas de que antes de la llegada de los perros traídos por los conquistadores europeos ya los había en el Cono Sur, los que se cree habrían arribado como intercambio entre las distintas etnias y no por domesticación de las especies nativas del género Canis. En esa época es posible que formaran las primeras poblaciones ferales. Los que hoy se encuentran asilvestrados son descendientes de ejemplares transportados desde Europa. Al igual que lo que ocurre en otras partes del mundo, además de atacar al ganado doméstico en el campo, y causar altas mortandades en animales encerrados en corrales, afectan a los mamíferos nativos, tanto a los pequeños como a los de gran tamaño, ya que aúnan a las aptitudes para detectarlos su capacidad para darles muerte al cazar en jauría. La fauna no poseía adaptaciones para sobrellevar las acciones de un eficaz predador social; los más afectados parecen ser los cérvidos nativos. Además, los perros asilvestrados ahuyentan a las aves que nidican en riberas y transmite enfermedades a los zorros nativos. En algunas unidades de conservación se requirieron medidas de manejo efectivas, al punto que su población debe ser limitada mediante la caza de control. Esto ocurre por ejemplo en la bahía de Samborombón, en donde predan sobre el amenazado venado pampeano (Ozotoceros bezoarticus celer).
Gato
El gato europeo doméstico (Felis silvestris catus) también forma poblaciones ferales, y como ocurre en el resto del mundo, caza aves y pequeños mamíferos, si bien en las áreas continentales del país su daño es limitado al estar las poblaciones nativas adaptadas a la predación de pequeños felinos nativos.
Cerdo asilvestrado
El cerdo europeo doméstico (Sus scrofa domestica), como ocurre en el resto del mundo, también en la Argentina forma poblaciones ferales, cuyos componentes son denominados chanchos cimarrones, cerdos asilvestrados, chanchos costeros o chanchos salvajes. Hacen similares daños a la naturaleza y a la producción agropecuaria que el jabalí, transmitiendo también enfermedades a los cerdos domésticos y al hombre. En algunas zonas constituyen un grave problema, al punto que su población debe ser limitada mediante la caza de control. Esto ocurre por ejemplo en la bahía de Samborombón, en donde predan sobre las crías del amenazado venado pampeano (Ozotoceros bezoarticus celer).
En libertad, los chanchos cimarrones se suelen hibridar con jabalíes; al producto resultante se lo denomina "chancho cruzado".
Burro
En el área puneña del noroeste argentino, así como en zonas silvestres del chaco semiárido, existen numerosas tropillas de asnos (Equus africanus asinus) ferales, denominados “burros cimarrones”, fruto de la huida hacia los bosques o las montañas de la profusa población mantenida como animal doméstico. Compiten por los recursos tróficos, entre otros, con los camélidos silvestres. También se ha adaptado a ambientes húmedos como el de los esteros del Iberá.
Caballo
El otro équido introducido, el caballo (Equus ferus caballus), también presenta poblaciones ferales, en este caso en el pasado fueron gigantescas, cuyos ejemplares eran capturados para domarlos y emplearlos como transporte, y además como alimento, especialmente por los amerindios. Quedan pocas tropillas de caballos salvajes en la Argentina, especialmente en grandes propiedades boscosas del chaco semiárido, siendo posiblemente el foco más conocido el que habita en el parque provincial Ernesto Tornquist, área protegida ubicada en la zona central de las sierras de Ventania, en el partido de Tornquist, al sudoeste de la provincia de Buenos Aires.
Vacuno
Históricamente, ante la falta de alambradas, la cría de vacunos domésticos (Bos primigenius taurus) ha generado individuos que huían hacia los ambientes silvestres de los alrededores, produciendo allí poblaciones ferales. En la época colonial, estos bovinos asilvestrados eran muy abundantes en las pampas, y su captura representaba el principal rubro económico, ya que se exportaban sus cueros, mientras que la carne, al no poder conservarse, se dejaba pudrir en el campo. Prácticamente ha casi desaparecido como animal silvestre, quedando reducido a algunos rebaños en áreas chaqueñas y en bosques andinos del sudoeste de Santa Cruz y la isla Grande de Tierra del Fuego.
Búfalo de agua
El búfalo de agua (Bubalus bubalis) posee poblaciones netamente silvestres en el centro de la provincia de Corrientes, más precisamente en la zona de los Esteros del Iberá. Estos mamíferos afectan la vegetación natural de la reserva homónima. Además fue introducida en numerosos cotos de caza en gran parte del país.
Los búfalos de agua provienen del sudeste asiático y tienen la capacidad de adaptarse a una gran cantidad de topografías. Principalmente se los puede encontrar en pastizales húmedos, zonas pantanosas, charcos y ríos.
Estos animales tienen una longitud de 2,5 a 3 metros, una alzada de 1,5 a 1,8 metros y su cola mide de 0.5 centímetros a un metro (medidas aproximadas). Las hembras adultas pesan entre 700 y 800 kilogramos, los machos tienen un peso promedio de 1200 kilogramos y no hay que olvidarse de sus grandes cuernos, la distancia máxima entre los bordes externos de sus cuernos puede medir 1,2 metros.
Suelen juntarse en grupos de diferentes tamaños, se ve a las hembras siempre con las crías y los machos se mantienen alejados de ellas en un grupo separado, salvo cuando llega la temporada de reproducción, tiempo en el cual los machos se unen a las hembras para reproducirse.
Éste bóvido se protege de los insectos sumergiéndose en el agua y manteniendo únicamente su hocico expuesto (recibe su nombre por este comportamiento). A menudo se lo puede ver con una capa de lodo cubriendo su cuello, patas y lomo, por eso los insectos no pueden penetrar hasta su piel. Además, tienen un tipo especial de articulaciones que le aportan flexibilidad y agilidad para moverse a través del fango.
Cabra
La cabra cimarrona (Capra aegagrus hircus) generó poblaciones ferales en los ambientes agrestes del país, especialmente en zonas serrano-montanas y en chaqueñas semiáridas. Dos focos adquirieron un mayor destaque, el que vive en los picachos de las sierras de Ventania (el cual es objeto de caza deportiva), y el que puebla la isla de los Estados, al sur de la república.
Oveja
A principios del siglo XX fue encontrada una población feral de oveja o carnero salvaje (Ovis orientalis aries) en la isla Grande de Tierra del Fuego. Modernamente fue liberada en enormes cotos de caza serranos o con montes semixerófilos, destacando especialmente la oveja de cuatro cuernos, por ejemplo en las cumbres de las sierras de Ventania.
Reno
El caso del reno (Rangifer tarandus) es una excepción entre los mamíferos domésticos introducidos en el país, pues no fue fruto de escapes sino de una liberación planificada por la Marina Argentina, quien introdujo en el sector argentino de la isla Grande de Tierra del Fuego en el año 1948 ejemplares trasportados desde Europa. El núcleo fueguino nunca fue muy poblado, y terminó por extinguirse, más allá de algunos rumores de la observación de posibles rastros o del hallazgo de cornamentas. Otro foco se concretó exitosamente en la mayor de las islas Georgias del Sur, el cual afecta la delicada tundra subantártica.
Conejo
El conejo europeo (Oryctolagus cuniculus) fue introducido en el año 1880 desde Europa en la zona central de Chile, y desde esa población la especie se expandió hacia la Argentina, la cual fue invadida por conejos desde el suroeste de Mendoza hasta el sur del Neuquén. Es una especie muy dañina, destruyendo cultivos, compitiendo con el ganado por los recursos, comiendo plántulas e individuos jóvenes de especies nativas, dañando mortalmente la corteza de los árboles pequeños y erosionando las laderas con sus extensas madrigueras.
Si bien sus poblaciones continentales causan graves disturbios, en la isla Grande de Tierra del Fuego el problema fue por momentos catastrófico. Si bien los primeros ejemplares pudieron haber ingresado desde las poblaciones implantadas en el sector chileno, en el lado argentino fueron introducidos en 1936, aunque ya en islas del canal Beagle habían sido incorporados por los navegantes. Para el año 1955 su población fueguina se estimó en alrededor de 3 000 000 de ejemplares, afectando gravemente a la vegetación nativa y la receptivilidad ovina de los campos, debiéndose combatirlos mediante un método que había dado buenos resultados en Australia y Nueva Zelanda, países que también sufrían el azote de la plaga, la introducción de una enfermedad específica, el virus de la mixomatosis, mediante la captura de conejos silvestres, su inoculación y posterior liberación. Esta acción mermó enormemente sus efectivos, pero en la década de 1960 la existencia de algunos ejemplares resistentes permitió a la especie responder con nuevas generaciones resistentes la enfermedad, por lo que se tornaron nuevamente abundantes. Sin embargo, el problema si bien aún subsiste, está lejos de alcanzar el nivel que presentaba a mediados del siglo XX.
Paradójicamente, la misma especie que es una severa plaga en el sur de Sudamérica, al mismo tiempo es una especie en peligro de extinción en su distribución original.

### Peces introducidos
Salmón encerrado
El salmón encerrado es originario del lago Sebago, fue introducido a principios del siglo XX en numerosos ambientes, hoy en día su población ha disminuido notablemente. Es un pez de coloración plateada, posee el dorso y la cabeza azulada, manchas negras sobre los flancos y aletas dorsales oscuras, con franjas azules. Se lo llama "encerrado" por su comportamiento en aguas dulces, ya que en sistemas hídricos próximos al mar, esta especie alterna entre los dos tipos de agua (salada y dulce), en distintos momentos de su vida. A menudo se lo confunde con la trucha marrón, de la que se distingue por su boca más chica, ya que el maxilar no supera generalmente el borde posterior del ojo.
Trucha arco iris
La trucha arco iris, de cabeza pequeña y cuerpo alargado, posee dos aletas dorsales, siendo una de ellas (la más pequeña) exclusivamente de tejido adiposo. Posee un llamativo color, azulado o verdoso hacia los flancos y un blanco plateado en su vientre; en la mitad de sus laterales tiene una franja longitudinal roja púrpura o rojiza más notable. Si bien esta llamativa coloración, es típica de la especie, puede diferir de una trucha a otra hasta desaparecer en alguna. Estas últimas reciben el nombre de truchas plateadas. La variedad de la coloración aumenta hacia la cercanía de la época de desove. Los ejemplares maduros presentan colores más oscuros y pigmentados. Todo el cuerpo está salpicado por pequeñas manchas oscuras, las que se extienden a su cola y aletas. Es una especie que puede superar los 10 kg en ambientes lacustres y se alimenta de insectos, moluscos, crustáceos y peces.
Trucha de arroyo
La trucha de arroyo cambia su coloración como consecuencia de la alimentación. Es marrón verdosa por momentos iridiscente, con motas claras y rojas en su lomo y parte superior de la cabeza; el vientre es blanco rosado. Por el color de su carne, rosada es conocida también como trucha salmonada. Prefiere aguas más frías y bien oxigenadas, y su distribución se halla más restringida con respecto a las otras truchas, encontrándose mejor representada hacia el oeste de la provincia del Neuquén, en ambientes precordilleranos y cordilleranos. Su tamaño es el menor de los salmónidos patagónicos, superando rara vez los 4 kg en ambientes lacustres.
Trucha marrón
Esta especie oriunda de Europa, adquiere un color marrón en los ríos, siendo incluso más oscuro en el lomo, hacia los flancos un marrón dorado y remata en su región abdominal, con un color blanco amarillento. Tiene manchas repartidas en su cuerpo, en la parte superior son verdes o marrones y en los costados se mezclan con pintas rojas envueltas en círculos pálidos. Este pez puede hallarse en gran cantidad de ambientes y puede alcanzar tamaños próximos a los 15 kg. Se alimenta de insectos acuáticos y terrestres (estados larvales y adultos), crustáceos y los ejemplares adultos son grandes consumidores de peces.
Como la trucha marrón vive en ambientes poco accesibles, sitios donde a veces es difícil llegar con un señuelo, posee además una modalidad esquiva, impredecible, agresiva y enormemente astuta, que la hacen difícil de engañar, por lo tanto, es sin duda, una especie codiciada para la pesca deportiva
Pejerrey patagonico
El pejerrey patagónico, posee un cuerpo grueso y cabeza corta. Tiene un premaxilar con 2 a 5 hileras irregulares de dientes cónicos, siendo los de la hilera externa de mayor tamaño, dientes de la quijada inferior más pequeños y también dispuestos en hileras y escamas pequeñas y numerosas, con más de 70 en la línea longitudinal. En general, su coloración es amarilla-plateada. El borde externo de cada escama punteado de negro, determinando una tonalidad oscura. Su tamaño puede alcanzar los 345 mm. Los pejerreyes patagónicos se desplazan en cardúmenes en ambientes con abundante vegetación, que no sólo les brindan protección, sino un lugar adecuado para sus hábitos reproductivos. Se alimentan principalmente de microcrustáceos, las larvas de quironómidos e insectos de origen terrestre.

### Aves introducidas
La problemática de las aves introducidas en la Argentina no era grave, sumando solo un puñado de especies, las que no causaban grandes trastornos; pero la llegada en la década de 1980 de una especie gravemente problemática trastocó el escenario.
Faisanes
En la liberación de aves exóticas en la Argentina jugó un rol fundamental el empresario Aarón de Anchorena, quien en los primeros lustros del siglo XX introdujo en la isla Victoria del lago Nahuel Huapi (al noroeste de la Patagonia argentina) numerosas especies de aves ornamentales y de caza menor. Destacan especialmente 4 especies de faisanes: el kalij (Lophura leucomelanos), el plateado (Lophura nycthemera)  el dorado (Chrysolophus pictus) y el de Amherst  (Chrysolophus amherstiae).
Para el año 1962 la población de faisanes en la isla fue estimada en unos 2000 ejemplares. Con el tiempo las especies del género Chrysolophus se extinguieron, mientras que las del género Lophura, en razón de una disparidad en la relación entre los sexos, se han cruzado entre sí, formando híbridos. Los faisanes de la isla Victoria compiten por los recursos con las aves nativas, ya que consumen semillas, frutos e insectos. Para comienzos del siglo XXI al parecer solo había sobrevivido el faisán plateado.
Codorniz californiana
La codorniz de California (Callipepla californica) es una de las especies de aves exóticas en la Argentina mejor establecidas. Posee abundantes poblaciones en el oeste y sudoeste del país, desde Mendoza hasta Chubut. Las primeras fueron introducidas en 1920 por Carlos S. Reed, quien liberó 25 parejas en los suburbios de la ciudad de Mendoza aunque esta población parece que no logró prosperar. Años después, en 1943, se produjo el segundo intento de introducción, esta vez fue efectivo: importaron de Chile 10 parejas y se liberaron en la estancia Primavera, sobre el río Traful, en la provincia del Neuquén. Este foco prosperó y extendió sus números hacia el norte, este y sur.
En el país la especie ha encontrado una nicho ecológico vacante, sin competidores, por lo que proporciona una nueva fuente de alimento para los depredadores nativos, los que de este modo aumentan sus efectivos, y así afectando de manera indirecta a las que eran sus presas originales.
Otras galliformes
Otras galliformes fueron introducidas a fines del siglo XX, como piezas cinegéticas para cotos de caza menor del centro-norte de Buenos Aires. Como la liberación de especies exóticas esta técnicamente prohibida, no abunda la información sobre estos focos, pero hay registros de perdiz chúcar (Alectoris chukar) y de faisán común (Phasianus colchicus).
Anátidos
Dos especies de anátidos domésticos europeos, el ánade real (Anas platyrhynchos) y el ganso común (Anser anser), han sido indicadas como asilvestradas o semiasilvestradas en algunos humedales del centro-este argentino, aunque las poblaciones más factibles y constantes se encuentran en las islas Malvinas.
Paloma doméstica
La paloma doméstica (Columba livia) fue introducida desde Europa en la época de la colonia, fundamentalmente como productora de proteínas en semilibertad (palomares). Hoy es abundante, tanto en las ciudades como en las zonas agrícolas, nidificando especialmente en construcciones humanas, aunque también lo hace en barrancas marinas.
Especies de Carduelis
Dos pájaros semilleros, generalmente criados en cautividad por sus colores y dotes cantoras, fueron importados desde Europa y liberados en la provincia de Buenos Aires. El verderón (Carduelis chloris) fue liberado en el año 1900. Para el año 1961 estaba bien establecido en localidades costeras: Mar de Ajó, Mar del Plata y Necochea. Para 1980 sus números habían aumentado considerablemente, contando con poblaciones nidificantes en Pinamar, Chapadmalal y Miramar, Punta Indio, Villa Gesell , Reta, Tres Arroyos, Villalonga, General Villegas, Pehuajó, Azul , Coronel Pringles y Bahía Blanca. En la segunda mitad de la década de 1980 comenzaron a observarse en las afueras de la ciudad de Buenos Aires, aunque las mayores poblaciones continúan siendo las de la costa marítima bonaerense, aunque alcanza por el sur el nordeste de Chubut.
El otro semillero europeo es el jilguero español o cardelino (Carduelis carduelis). A comienzos del siglo XX era una especie común en terrenos suburbanos de las afueras de Buenos Aires, pero posteriormente parece haber desaparecido. En adelante se registrarían en la zona en numerosas ocasiones individuos solitarios o parejas, destacando un grupo de 10 ejemplares vistos el 17 de septiembre de 1985 en General Pacheco.  Más que introducciones propias, los registros argentinos podrían ser fruto de una expansión de la población uruguaya, la que ya lleva un siglo allí.
Ambas especies se las encuentra mayormente sobre vegetación exótica, sin haberse notificado aún algún tipo de daño a la biota nativa.
Gorrión
También desde Europa fue traído el gorrión (Passer domesticus); hoy es el ave más abundante en las ciudades argentinas.
Estorninos
La más peligrosa de las especies de aves exóticas de la Argentina es el estornino pinto (Sturnus vulgaris), un pájaro europeo que en cada país en donde fue liberado se convierte en plaga agrícola y afecta a las comunidades de aves locales. Un pariente asiático, el estornino crestado (Acridotheres cristatellus) desde la década de 1980 ha logrado formar focos en varias localidades de la Argentina, pero los que cubren una mayor extensión gracias a la formación de grandes bandadas, es en el área costera del sudeste de la provincia de Buenos Aires. Uno de los problemas más importantes que genera esta especie es que compite por alimento y desplaza al  Hornero (Furnarius rufus). También generan grandes pérdidas en la producción agrícola de pequeños y medianos productores rurales ya que su alimentación se basa en frutas y semillas.

### Anfibios introducidos
Dos especies de anfibios constituyen las mayores amenazas de introducciones en la Argentina. La rana africana (Xenopus laevis) es mantenida en grandes cantidades en laboratorios por ser excelente animal de experimentación, al mismo tiempo es comercializada de manera masiva como pet o mascota en la mayoría de las ciudades del país, debido a su fácil mantención. Lamentablemente, es frecuente que cuando los compradores de estos batracios se aburren de ellos, los liberen en los cuerpos acuáticos suburbanos, donde estos animales pueden encontrar un hábitat adecuado para sobrevivir y multiplicarse. Ya han invadido numerosos países del mundo, y en el sur de Sudamérica presenta enormes poblaciones en todo el centro de Chile.
Si bien en la Argentina aún no se han reportado focos establecidos, análisis predictivos afirman que buena parte del centro y norte del país puede verse afectado por esta plaga.
Un anfibio introducido que sí ya está bien establecido en el país y es uno de los más invasivos y dañinos del mundo es la rana toro (Lithobates catesbeianus), la cual fue llevada a todo el globo por ser la mejor especie de anfibio para se multiplicado en granjas productivas para ser comercializado como un alimento delicatessen.
Lamentablemente, al igual que lo que ha ocurrido en gran parte de los países que la importaron, en la Argentina estos animales desde las granjas escaparon a los ambientes acuáticos cercanos, donde se reprodujeron, alterando a las comunidades locales, particularmente predando sobre las especies nativas de anfibios. Ya cuenta con focos desde la selva misionera y las llanuras y sierras del centro del país hasta el pie de la Cordillera de los Andes sanjuanina.

### Reptiles introducidos
Son pocas las especies exóticas de reptiles que presentan presencia estable en la Argentina. Las más comunes son 2 pequeños lagartos, salamanquesas o gekos: la salamanquesa común (Tarentola mauritanica) y la salamanquesa verrugosa (Hemidactylus turcicus) habitan únicamente en zonas urbanizadas del centro del país. Una tercera especie el gecko africano (Hemidactylus mabouia) fue registrada en los mismos ambientes, pero es más escasa y es localizada solo en el nordeste del país. Ninguna ha logrado colonizar áreas naturales, por lo que son más bien positivas, al depredar sobre insectos que transmiten enfermedades a los seres humanos con los que conviven.
El reptil que representa un mayor peligro para la naturaleza argentina es la tortuga de orejas rojas (Trachemys scripta elegans), un taxón originario del sureste de los Estados Unidos y profusamente comercializado como mascota con ejemplares recién nacidos, pero que al aumentar estos de tamaño, y volverse pequeños los recintos que los contienen, las familias los liberan en los ambientes acuáticos urbanos o suburbanos, donde encuentran un hábitat muy apropiado, logrando hacer ya algunos focos en la Argentina. Allí no solo compite de manera directa con las especies nativas de tortugas acuáticas, sino que, lo que es más grave, puede hibridar con la especie nativa cercanamente emparentada, la tortuga pintada o morrocoy (Trachemys dorbigni); hasta comienzos del siglo XXI se consideraba a ambas solo subespecies de una misma especie. La tortuga nativa se distribuye en la mesopotamia llegando por el sur hasta el nordeste de la provincia de Buenos Aires, por lo que las liberaciones en esa región son las más peligrosas.

### Peces introducidos
A fines del siglo pasado, fue el Dr. Francisco P. Moreno quien, por primera vez, tuvo la idea de aclimatar nuevas especies de peces en los ríos y lagos de la cordillera patagónica, basándose en la escasez de esos vertebrados que observó en sus viajes a la región mencionada. A partir del año 1900, el Ministerio de Agricultura de la Nación llevó a cabo diversos estudios tendientes a planear la introducción de peces exóticos. Entre 1904 y 1910, se importaron desde los EE. UU., Inglaterra y Alemania, varias especies de la familia Salmonidae, en forma de embriones, pertenecientes a los géneros Salmo, Salvelinus, Cri.stivomer, Oncorhynchus y Coregonus, las cuales fueron introducidas luego en los lagos y ríos andinos de las provincias del Neuquén, Río Negro y Santa Cruz.
En el caso específico de los peces, en gran parte del país el escenario no es problemático, pero en sectores de cuencas endorreicas andinas y en la región de la Patagonia la introducción de peces foráneos ha afectado enormemente a las poblaciones de las especies nativas, al punto de arrastrar a algunas al borde de la extinción.
El principal motivo para la introducción de estas especies en las aguas dulces argentinas fue la pesca deportiva. En relación, han sido menos las especies incorporadas por escapes de granjas de acuicultura, y más escasas las liberaciones o escapes de especies ornamentales y las sueltas de especies como parte de un plan de control biológico.
A diferencia de lo que ocurre en su vecino, Brasil, al no poseer aguas invernales constantemente cálidas, la Argentina se ha mantenido libre de las tradicionales introducciones de especies de peces tropicales ornamentales.
El pez dorado (Carassius auratus) fue liberado por voluntad privada a fines del siglo XIX, registrándoselo en estado silvestre en algunos cuerpos acuáticos de las sierras de San Luis, noroeste de Mendoza, y posiblemente en San Juan y La Pampa.
En las cuencas templadas del país la especie exótica más dañina es la carpa común (Cyprinus carpio), introducida en la Argentina con fines comerciales y deportivos desde la segunda mitad del siglo XIX, primero en pequeñas lagunas de Entre Ríos, el siguiente foco ocurrió en el año 1925 en lagos artificiales de la ciudad de Buenos Aires. Posteriormente fueron numerosas las liberaciones tanto en ambientes fluviales como lacustres, por ejemplo en el río Uruguay, en el río Paraná de Misiones, en la laguna San Román de Bragado, en Córdoba en el dique San Roque, en Los Molinos y en Río Tercero, en La Pampa en la lagunas Dulce y Urre Lauquen, etc. Es indicada como causante de alteraciones en los ambientes acuáticos que coloniza, incluso alimentándose de las ovas de peces nativos. Ya a mediados del siglo XX se intentaba evitar la propagación de esta peligrosa especie.
Por otra parte este pez era muy popular entre las personas que vivían cerca de lagos artificiales en plazas donde esta especie se la usaba como fines decorativos. ya que proporcionaba una fuente de alimento fácil y sustanciosa por su abundante carne. Lo que generó que se prohíba su pesca. Esto podría responder a su reproducción desmedida en estas lagunas tiempo después.
En 1970 la Dirección de Recursos Pesqueros de la provincia de Buenos Aires importó ejemplares de la carpa herbívora o sogyo (Ctenopharyngodon idella) procedentes del Japón, los que luego de un período en observación fueron liberados en la laguna del Burro, con el objeto de que cumplan la función de controladores biológicos de las plantas acuáticas que causaban problemas. Si bien el foco bonaerense no prosperó, sí lo han hecho otros diseminados en Salta (bajo el sinónimo de Ctenopharyngodon laticeps), Mendoza y Córdoba.
En el año 1943 se liberaron 20 000 ejemplares de madrecitas (Gambusia affinis), un pez de origen norteamericano que fue introducido en todo el mundo por su eficacia en alimentarse de las larvas de los mosquitos transmisores del paludismo. Presenta poblaciones en las provincias de Buenos Aires, Catamarca, Santa Fe y Córdoba.
La lobina negra, perca americana o black bass (Micropterus salmoides) es un pez de origen estadounidense; en su patria de origen su pesca constituyen la especialidad deportiva con mayor volumen de negocio directo e indirecto, representando cientos de millones de dólares anuales. Esto se debe a la combatividad que presenta al ser prendido. Por esta razón se lo introdujo en numerosas regiones del mundo, donde ha causado daños en la ictiofauna de los ecosistemas receptivos, al ser un predador de gran voracidad. En la Argentina fue introducido de forma particular en el año 1958 en la laguna de los Padres (provincia de Buenos Aires). La especie no ha logrado sobrevivir en ese medio léntico, y una intensa campaña por nuevas introducciones a comienzos de la década de 1970 logró ser evitada al difundir los prejuicios que acarrearía para los ecosistemas nativos. En el sur de Brasil se ha propagado con éxito desde el año 1922.
En el caso del esturión siberiano (Acipenser baerii), desde granjas de acuicultura localizadas en el territorio uruguayo, en el año 1995 ha escapado y extendido por los ríos de la cuenca del Plata, tanto en el Uruguay como en la Argentina, y si bien estrictamente aún no se ha publicado su reproducción en libertad en el Plata, se han producido capturas en lugares muy alejados del lugar de producción uruguaya, lo que permite sospechar que no solo ha habido fugas.
Este tipo de introducciones podrían repetirse ya que son varias las especies de peces exóticos que se crían en la Argentina para consumo humano, en su mayor parte se trata de especies de reconocida capacidad invasiva.

#### La introducción de salmónidos en la Argentina
Como muchas de las cuencas hídricas de la Patagonia argentina son compartidas con Chile, la introducción de salmónidos en ambos países en parte se ha visto relacionada, y ha evolucionado en forma paralela.
El origen de los salmónidos argentinos se produjo en el año 1904, fruto de un programa de introducción, impulsado y avalado por el mismo gobierno argentino, para liberar en las aguas dulces del país 9 especies de salmónidos.
Desde 1904 hasta 1910 se produjo la fase más intensa de introducciones, comenzando en la zona de Bariloche, insistiéndose intensamente con los salmones del Pacífico, y en menor medida con las especies lacustres de características no anadrómicas. En esta etapa, de las 9 especies, solo 5 lograron ser efectivamente establecidas. Las poblaciones asilvestradas se aseguraron gracias a la producción de las primeras estaciones de piscicultura, la del Nahuel Huapi en Río Negro (especializada en ovas de trucha de arroyo) y la del río Cicerone de Tucumán, la que funcionó desde 1913 hasta 1936, y que se especializó en ovas de trucha arcoíris. Para la distribución de los salmones se creó un centro de piscicultura en Santa Cruz, el que funcionó hasta 1913.
En las primeras décadas del siglo XX otros centros de piscicultura se establecieron en gran parte del país. Los primeros salmónidos fueguinos se liberaron en el año 1935, y en las islas Malvinas se hizo lo propio en 1943.
Tiempo después se hicieron otras introducciones las que llevaron a los salmónidos a extenderse por todo el oeste del país.
Polémicas
El turismo de pesca deportiva de salmónidos es uno de los rubros destacados en las economías de las localidades cordilleranas de la Patagonia argentina. El problema es que, de manera similar a lo que ocurre en Chile con la salmonicultura, en los lagos y ríos argentinos estos peces exóticos se comportan como peligrosas especies invasivas. Esto produce una problemática extra en un tema ya complejo, pues se da la paradoja de que las especies que se multiplican en centros de piscicultura y luego se liberan en los cuerpos acuáticos regionales (para sostener la afluencia de pescadores deportivos), técnicamente deberían ser erradicas y declararse prohibida su producción, según lo indicado en el Convenio sobre la Diversidad Biológica. Esto es algo casi utópico, a pesar del hecho de que sus efectos ecológicos negativos para los ecosistemas patagónicos y andinos ha quedado fuera de toda duda, constatándose la total extinción de las poblaciones de muchas especies de peces nativos amenazados, en razón de la extrema voracidad de los salmónidos.
En cuencas enteras, a los investigadores les fue imposible detectar alguna especie nativa, pasando en ellas a cubrir todos los nichos las distintas especies exóticas en sus variadas edades de crecimiento, por lo que hay pocas posibilidades de reconstruir el entramado trófico original ya que, además de que el mismo no fue estudiado en su momento, las invasoras han ocupado todas las cuencas que presentaban hábitat adecuado disponible.

##### Especies
Trucha arco iris
El salmónido de introducción más exitosa en la Argentina, y a la vez más dañina, es la trucha arco iris (Oncorhynchus mykiss). Los primeros ejemplares se liberaron ya en 1904. En las siguientes dos décadas se la difundió, especialmente en el noroeste de la república, y recién al fundarse el Vivero de Salmónidos Bariloche en 1932 comenzó a expandirse también por el centro, oeste y sur, incluso se la sembró hasta en las islas Malvinas. A esta especie se debe la única pesquería comercial de salmónidos argentinos, la ubicada en el santacruceño lago Cardiel. No todas las poblaciones establecidas son autonómicas, muchas de ellas deben ser apuntaladas con periódicas resiembras, como ocurre con las de los arroyos de los sistemas serranos bonaerenses de Tandilia y Ventania, y otros de las sierras de Córdoba y San Luis.
Las introducciones de esta especie se tornan particularmente peligrosas cuando ocurren en microcuencas que representan el hábitat exclusivo de taxones endémicos. Por ejemplo, su introducción en el año 1941 en el rionegrino arroyo Valcheta representó una catástrofe para la única especie de pez de ese curso fluvial, la mojarra desnuda (Gymnocharacinus bergii), por lo que al poco tiempo el caracínido endémico desapareció de la baja y media cuenca, quedando toda la población limitada a unos pocos cientos de ejemplares que aún sobreviven cerca de sus nacientes, ya que la trucha todavía no logró superar unas pequeñas cascadas que actúan como barreras protectoras.
Trucha marrón
La trucha marrón (Salmo trutta) se liberó en el país en 1906, en aguas de Santa Cruz. Del mismo modo que ocurrió con la especie anterior, en las primeras décadas fueron pocas las siembras con esta especie. Solo cuando se inició el sembrado en la isla Grande de Tierra del Fuego esta especie comenzó a ser diseminada de manera más intensa. Posee poblaciones desde el sur de Mendoza hasta el archipiélago fueguino y las islas Malvinas. En el Lago Nahuel Huapi se capturó un ejemplar de más de 16 kg, el que constituyó el récord mundial de la especie.
Trucha de arroyo
La trucha de arroyo (Salvelinus fontinalis) se liberó en la república ya en 1904. En las primeras décadas fue el salmónido no migratorio más intensamente difundido, tanto en Córdoba y Tucumán como en la Patagonia. Solo en esta última ha mantenido poblaciones destacadas, poblando también las islas Malvinas.
Trucha de lago
La trucha de lago (Salvelinus namaycush) se liberó en aguas argentinas ya en 1904. Solo en el año 1969 pudo constatarse que había logrado establecerse, mediante capturas en el lago Argentino. Habita solo en Santa Cruz, en grandes lagos cordilleranos y en los cursos fluviales que los interconectan.
Salmón del Atlántico
El salmón del Atlántico (Salmo salar salar) fue liberado en Santa Cruz en 1905. No fue una especie muy requerida al punto que la siguiente siembra ocurrió recién en 1977, en aguas fueguinas. Presenta poblaciones también en las islas Malvinas.
Salmón encerrado
El salmón encerrado (Salmo salar ouananiche = Salmo salar sebago) fue liberado a partir del año 1904 en Córdoba y el Neuquén, y desde ese año -y hasta 1910- en Santa Cruz. Ha logrado establecerse en esta última provincia, en la isla Grande de Tierra del Fuego
y en Neuquén, donde se han capturado ejemplares de más de 16 kg, logrando relieve especialmente la población que habita en el lago Traful.
Salmón chinuc
El salmón chinuc o real (Oncorhynchus tshawytscha) fue liberado intensamente en la Patagonia a partir del año 1904, tanto en las cabeceras de los grandes ríos transversales como en los lagos cordilleranos. El éxito logrado es muy pobre, si bien mantiene poblaciones en la isla Grande de Tierra del Fuego.
Salmón de lomo azul
El salmón de lomo azul (Oncorhynchus nerka), al igual que la especie anterior, fue liberado intensamente en la Patagonia a partir del año 1904, tanto en las cabeceras de los grandes ríos transversales como en los lagos cordilleranos. El éxito logrado es muy pobre.
Salmón coho
El salmón plateado o coho (Oncorhynchus kisutch) mantiene poblaciones en la isla Grande de Tierra del Fuego.
Trucha alpina
La trucha alpina (Salvelinus alpinus) fue liberada en la isla Grande de Tierra del Fuego, donde se sospecha que aún conserva poblaciones.
Pez blanco
El pez blanco o corégono de lago (Coregonus clupeaformis) fue introducido en el lago Nahuel Huapi en el año 1904, posiblemente como especie forrajera para los otros salmónidos. La especie no logró sobrevivir.

#### Otros salmónidos introducidos que no lograron aclimatarse
Algunos salmónidos que se intentaron introducir en reiteradas oportunidades pero sin lograr su efectiva aclimatación son:Salmón del atlántico (Salmo salar salar), salmón sockeye (Oncorhynchus nerka), salmón rosado, (Oncorhynchus gorbuscha), salmón japonés (Oncorhynchus masou).